# Chactas setosus
Espèce
Chactas setosus est une espèce de scorpions de la famille des Chactidae.

## Distribution
Cette espèce est endémique du Venezuela. Elle se rencontre dans les États de Mérida et de Trujillo.

## Description
Le mâle décrit par González Sponga en 1996 mesure 45,74 mm et la femelle 46,83 mm.

## Publication originale
- Kraepelin, 1912 : Neue Beiträge zur Systematik der Gliederspinnen. II. Chactinae (Scorpiones). Mitteilungen aus dem Naturhistorischen Museum (2. Beiheft zum Jahrbuch der Hamburgischen Wissenschaftlichen Anstalten), vol. 29, no 2, p. 43-88 (texte intégral).